# Bart Ruitenberg
Lambertus Hendrik (Bart) Ruitenberg (Amersfoort, 14 november 1905 - Den Haag, 29 december 1992) was een Nederlands predikant. Hij was jarenlang redacteur van het religieus-socialistisch tijdschrift  Tijd en Taak. Van juni 1968 tot december 1970 was hij tevens anderhalf jaar hoofdredacteur van Hervormd Nederland.

## Leven en werk
Ruitenberg studeerde theologie aan de Rijksuniversiteit Leiden. Na zijn studie was hij predikant in de Friese plaatsen Surhuisterveen, Beers en Franeker. In de laatste gemeente was hij vlak na de Tweede Wereldoorlog enige tijd wethouder. Hij werd binnen de Hervormde Kerk benoemd tot perspredikant en vervulde vanwege deze benoeming de functie van hoofdredacteur van Hervormd Nederland. Tevens was hij secretaris van het IKOR (het latere IKON).  Hij behoorde samen met mensen als Willem Banning en Harry de Lange tot de doorbraakbeweging van christen-socialisten, die zich aansloten bij de Partij van de Arbeid. Als actief lid van de Protestants-Christelijke Werkgemeenschap binnen de PvdA probeerde hij de ideeën van de doorbraak te realiseren. Vanuit dezelfde gedachte was hij betrokken bij het werk van de Woodbrookers, waarvan hij jaren voorzitter was, als opvolger van Banning. Ruitenberg was al voor de totstandkoming van de Partij van de Arbeid lid van het partijbestuur van de SDAP, een functie die hij ook jarenlang vervulde voor de PvdA. Als redacteur van het blad Tijd en Taak  gaf hij samen met onder anderen Jan Buskes, Willem Banning en de hoogleraar Koos Bomhoff (vader van de latere econoom en minister Eduard Bomhoff) mede vorm en inhoud aan het religieus socialisme. 
Ruitenberg was ook actief binnen de geheelonthoudersbeweging, gaf lessen aan de sociale academies 'De Horst' in Driebergen en de Haagse Sociale Academie te Den Haag. Hij schreef tot  op hoge leeftijd een wekelijks column in Hervormd Nederland.